# Capo York (Groenlandia)

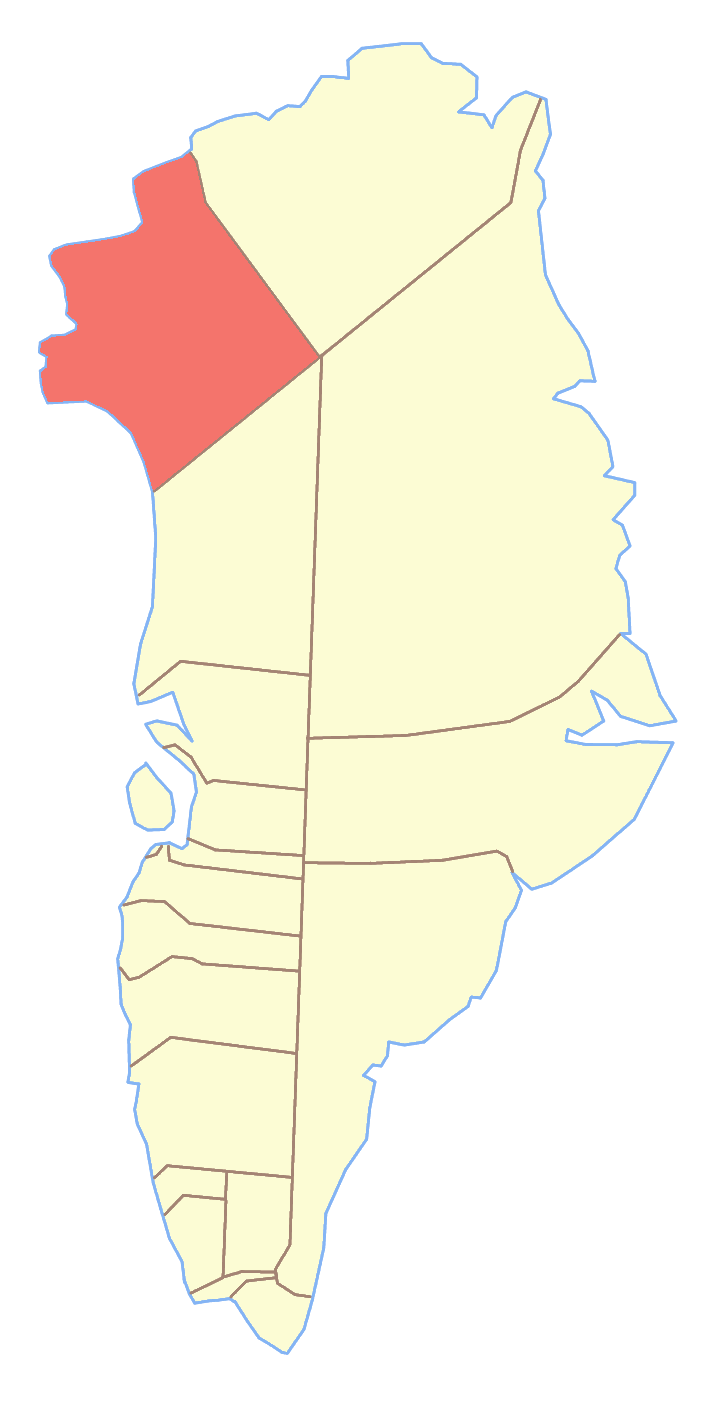
Ex comune di Qaanaaq, dove si trovava Capo York

Il capo York (o Kap York) è un capo della Groenlandia; si trova nella penisola di Hayes e si protende a sud nella baia di Baffin. Appartiene al comune di Avannaata. Fu uno dei luoghi visitati (1894) dall'ammiraglio Robert Peary durante la sua seconda spedizione nell'Artide.

## Galleria d'immagini

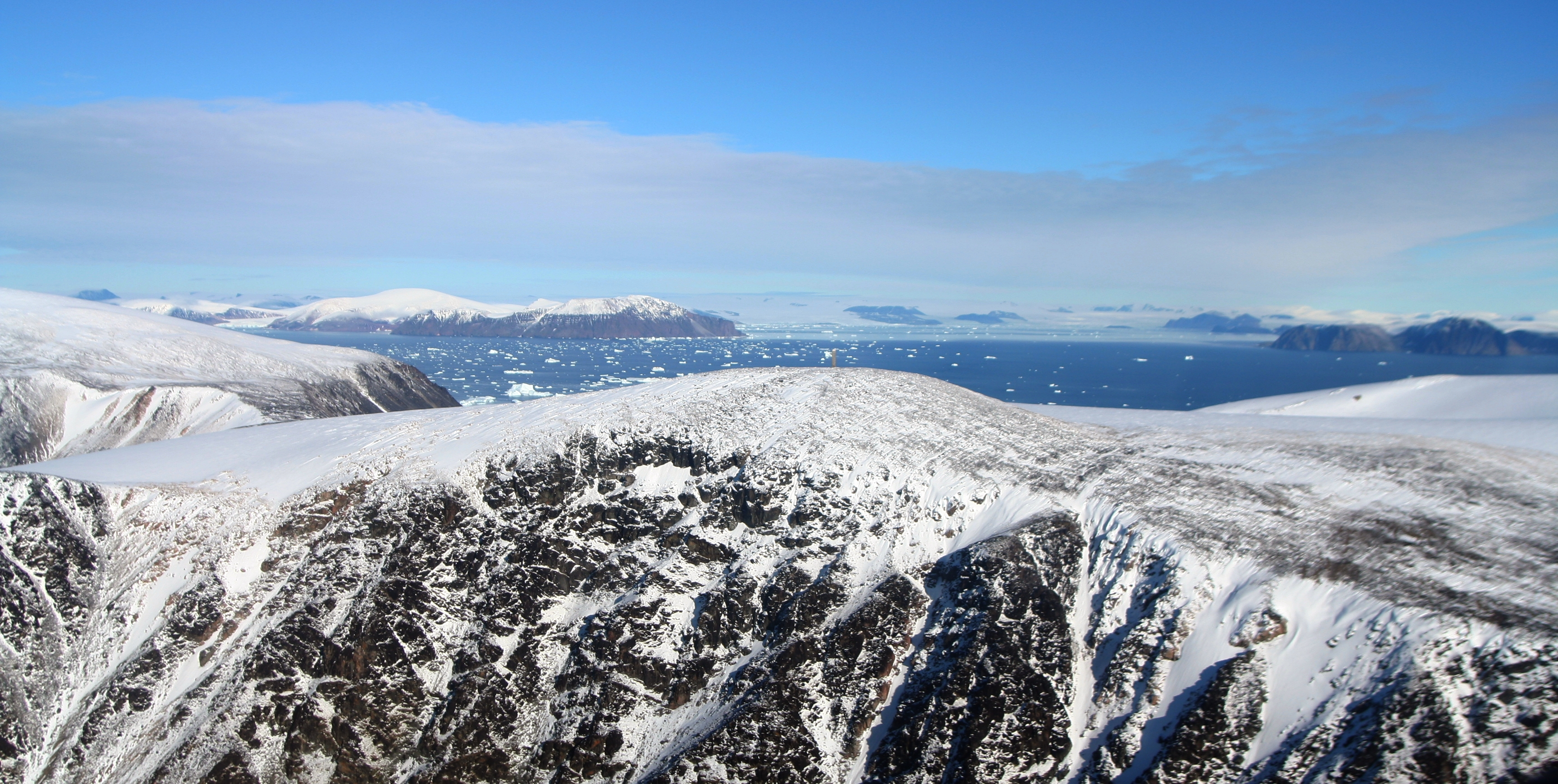
Il monumento dedicato a Robert Peary a Capo York
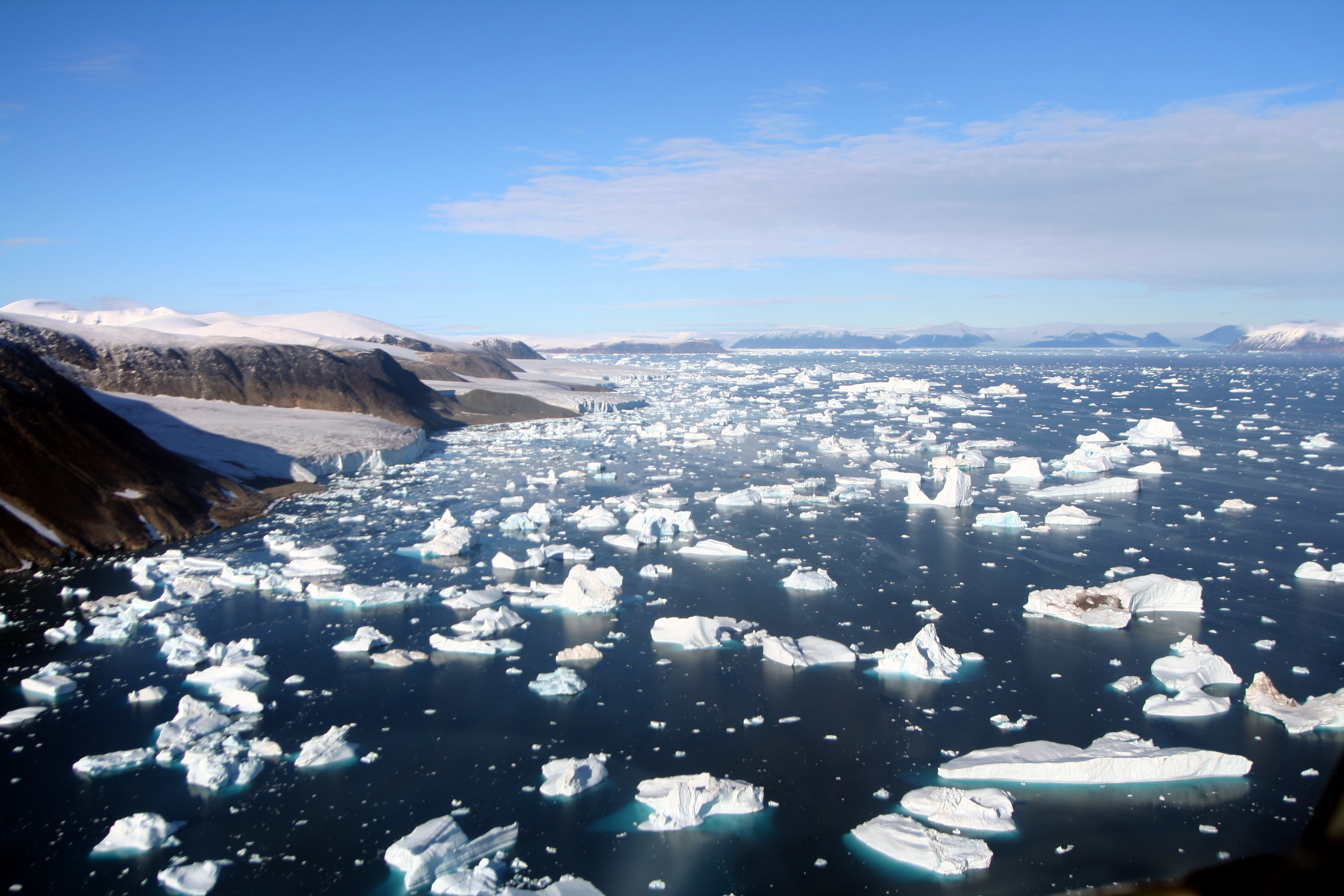
Iceberg a capo York
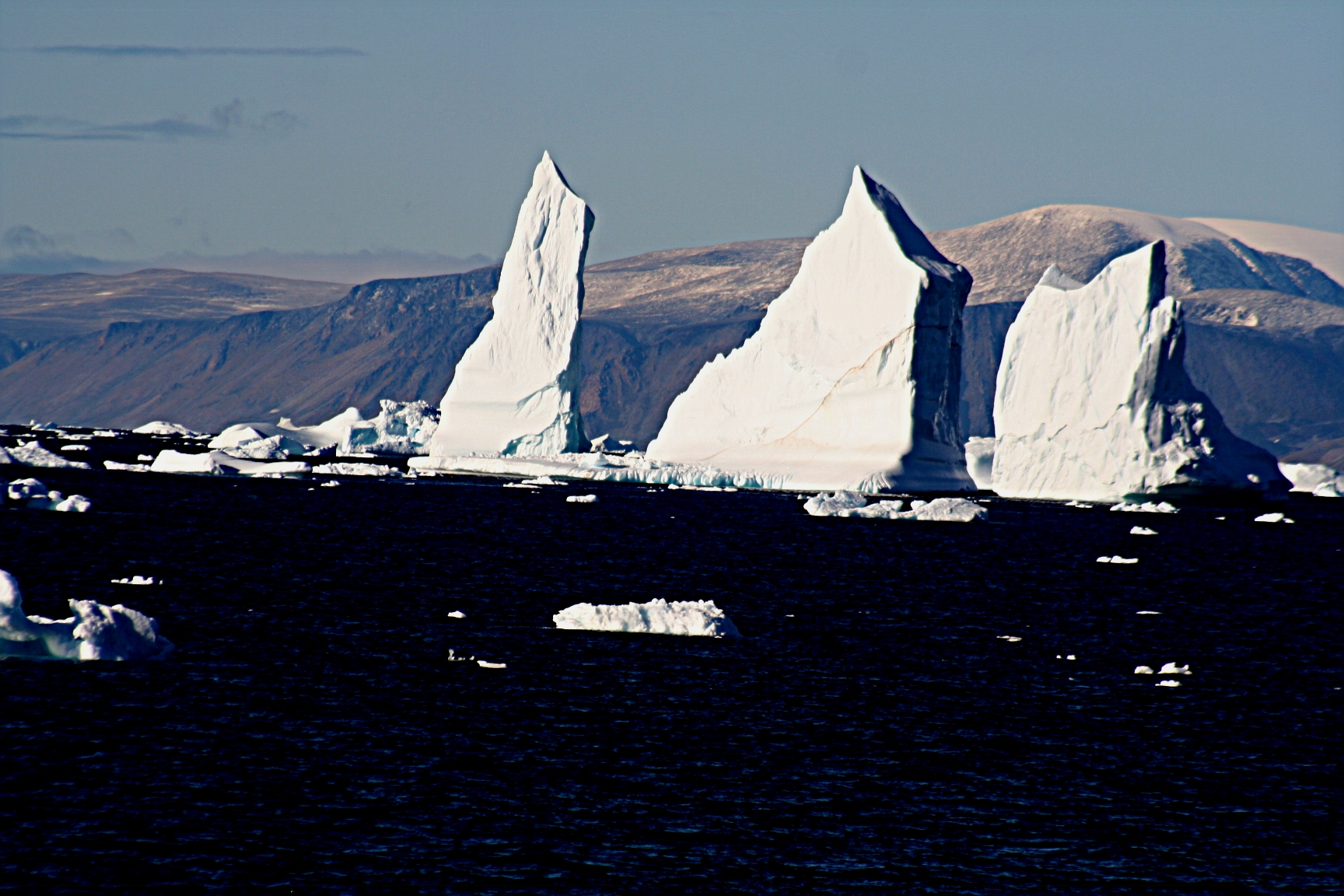
Capo York. Settembre 2005
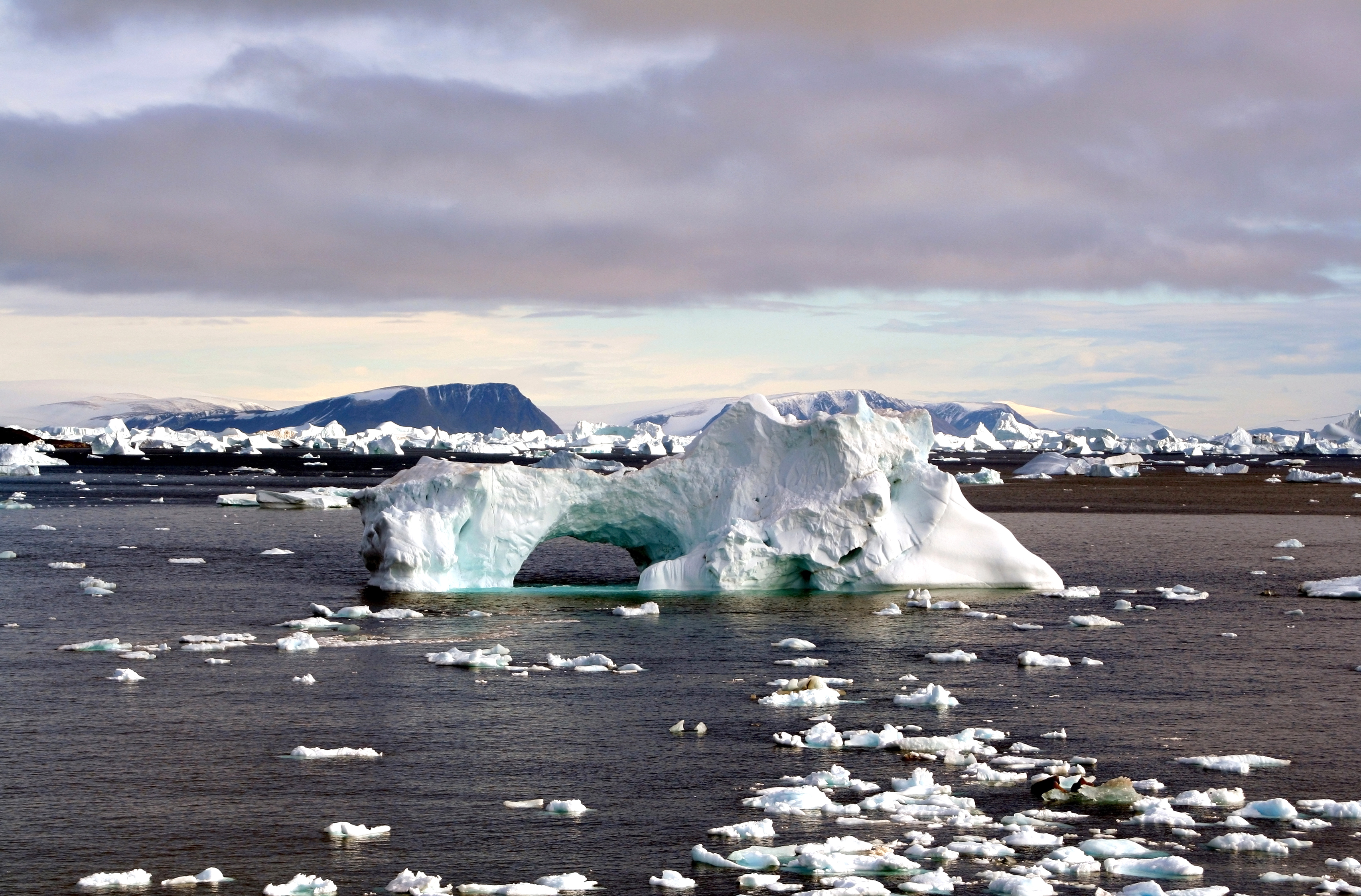
Iceberg a Capo York